# Acrogalumna bipartita
Acrogalumna bipartita är en kvalsterart som beskrevs av Aoki och Hu 1993. Acrogalumna bipartita ingår i släktet Acrogalumna och familjen Galumnidae. Inga underarter finns listade i Catalogue of Life.